# Associazione Calcio Pavia 1995-1996
Questa voce raccoglie le informazioni riguardanti l'Associazione Calcio Pavia nelle competizioni ufficiali della stagione 1995-1996.

## Stagione
Nella stagione 1995-1996 il Pavia disputa il girone A del campionato di Serie C2, raccoglie 37 punti che valgono il quattordicesimo posto, per salvarsi disputa il playout contro l'Ospitaletto, pareggiando (1-1) in terra bresciana e perdendo (0-1) al Fortunati, retrocedendo nei dilettanti. 
Allenata da Massimo Morgia la squadra pavese ha ambizioni che non spaziano oltre a disputare un campionato tranquillo. Nonostante questa premessa il Pavia parte sparato, dopo cinque giornate è in testa alla classifica, con quattro vittorie ed un pari. Il risveglio è brusco, arrivano tre sconfitte di fila, la sconfitta di Vercelli (2-0), di Valdagno (2-1) ed interna contro il Lecco (0-2). Gli azzurri ridimensionati continuano il torneo a metà classifica. Al giro di boa contano cinque successi e sono settimi con 25 punti. Ma il girone di ritorno è tutto una sofferenza, nessuna vittoria, dodici pari e cinque sconfitte, che rendono inevitabili i playout. Gli azzurri affrontano l'Ospitaletto, che vincendo a Pavia, condannano alla retrocessione i pavesi, declassati con Legnano e Palazzolo. La promozione diretta in Serie C1 è conquistata dal Novara, il playoff è stato vinto dall'Alzano. 
Nella Coppa Italia il Pavia esce nel primo turno, con due sconfitte patite contro il Novara. Dopo una lunga e stressante stagione, l'estate ha portato buone nuove per il Pavia, che viene ripescato in Serie C2.

## Rosa
| N. |                   | Ruolo | Calciatore           |
| -- | ----------------- | ----- | -------------------- |
|    | Italia (bandiera) | C     | Dario Acquali        |
|    | Italia (bandiera) | C     | Fabio Ardizzone      |
|    | Italia (bandiera) | C     | Massimo Baldini      |
|    | Italia (bandiera) | C     | Simone Baldo         |
|    | Italia (bandiera) | A     | Roberto Barbieri     |
|    | Italia (bandiera) | D     | Edoardo Brivio       |
|    | Italia (bandiera) | A     | Marco Bruzzano       |
|    | Italia (bandiera) | C     | Giuseppe Maria Butti |
|    | Italia (bandiera) | A     | Luca Campistri       |
|    | Italia (bandiera) | P     | Alessandro Cartago   |
|    | Italia (bandiera) | D     | Vincenzo Del Corno   |
|    | Italia (bandiera) | A     | Giuseppe Folli       |

| N. |                   | Ruolo | Calciatore        |
| -- | ----------------- | ----- | ----------------- |
|    | Italia (bandiera) | C     | Antobio Froio     |
|    | Italia (bandiera) | D     | Marco Gori        |
|    | Italia (bandiera) | P     | Daniele Limonta   |
|    | Italia (bandiera) | A     | Omar Lanzillotta  |
|    | Italia (bandiera) | C     | Marco Maiello     |
|    | Italia (bandiera) | D     | Fabio Paolini     |
|    | Italia (bandiera) | D     | Fabio Paratici    |
|    | Italia (bandiera) | A     | Paolo Pasini      |
|    | Italia (bandiera) | D     | Mauro Saltarelli  |
|    | Italia (bandiera) | C     | Max Uberti        |
|    | Italia (bandiera) | A     | Marcello Valdata  |
|    | Italia (bandiera) | A     | Massimo Vicentini |

## Risultati

### Campionato

#### Girone di andata
| Arbitro: | Biasutto (Vicenza) |

|                 |           |  |
| Lanzillotta 81’ | Marcatori |  |

| Arbitro: | Miotto (Trento) |

|  |           |                       |
|  | Marcatori | 50’ Folli 88’ M. Gori |

| Arbitro: | Battaglia (Messina) |

|           |           |  |
| Froio 26’ | Marcatori |  |

| Tempio Pausania 24 settembre 1995 4ª giornata | Tempio                 | 0 – 0 | Pavia | Stadio Nino Manconi\| Arbitro: \| Silvestrini (Macerata) \| |
| Arbitro:                                      | Silvestrini (Macerata) |       |       |                                                             |

| Arbitro: | V. Esposito (Venezia) |

|                    |           |  |
| M. Gori 42’ (rig.) | Marcatori |  |

| Arbitro: | Bertini (Arezzo) |

|                         |           |  |
| Ragagnin 35’ Pupita 48’ | Marcatori |  |

| Arbitro: | Malatesta (Terni) |

|                  |           |           |
| Guiotto 77’, 87’ | Marcatori | 89’ Folli |

| Arbitro: | Perissinotto (Venezia) |

|  |           |                    |
|  | Marcatori | 8’ Volcan 79’ Elia |

| Arbitro: | S. Ayroldi (Salerno) |

|             |           |                  |
| Madonna 85’ | Marcatori | 90’ (rig.) Folli |

| Arbitro: | Dondarini (Finale Emilia) |

|                        |           |                        |
| Bruzzano 17’ Folli 90’ | Marcatori | 11’ Taldo 29’ Malaguti |

| Arbitro: | Innocente (Udine) |

|            |           |  |
| Turato 72’ | Marcatori |  |

| Arbitro: | Cicoianni (Ascoli Piceno) |

|             |           |  |
| Acquali 90’ | Marcatori |  |

| Arbitro: | Mariani (Perugia) |

|                                                                          |           |                                     |
| Pani 22’ (rig.) L. Bertarelli 35’ Paolini 52’ (aut.) Asara 60’ Greco 73’ | Marcatori | 10’ M. Gori 40’ Campistri 75’ Folli |

| Arbitro: | Cavuoti (Vasto) |

|           |           |                              |
| Folli 77’ | Marcatori | 4’, 86’ Milanese 12’ Bonaldo |

| Arbitro: | Cassarà (Palermo) |

|                         |           |                         |
| F. Bresciani 88’ (rig.) | Marcatori | 46’ Folli 78’ Ardizzone |

| Arbitro: | Galigani (Perugia) |

|                               |           |  |
| Folli 61’ (rig.) Bruzzano 75’ | Marcatori |  |

| Lumezzane 7 gennaio 1996 17ª giornata | Lumezzane         | 0 – 0 | Pavia | Nuovo Stadio Comunale\| Arbitro: \| Tullio (Avezzano) \| |
| Arbitro:                              | Tullio (Avezzano) |       |       |                                                          |

#### Girone di ritorno
| Arbitro: | Rotondi (Piombino) |

|              |           |                    |
| Morgandi 39’ | Marcatori | 75’ (aut.) Tubaldo |

| Arbitro: | Bianco (Mestre) |

|               |           |               |
| Vicentini 13’ | Marcatori | 31’ Cominetti |

| Arbitro: | Gazzi (Torino) |

|                      |           |  |
| Molino 66’ Sanna 83’ | Marcatori |  |

| Arbitro: | Mulonia (Reggio Calabria) |

|              |           |                |
| Bruzzano 67’ | Marcatori | 90’ A. Ferrari |

| Arbitro: | Pozzi (Como) |

|             |           |              |
| Giudice 47’ | Marcatori | 37’ Bruzzano |

| Arbitro: | Cecotti (Udine) |

|  |           |                                |
|  | Marcatori | 13’ Artico 56’ (aut.) Paratici |

| Arbitro: | P. Rossi (Forlì) |

|  |           |                            |
|  | Marcatori | 41’ Sarcinella 66’ Guiotto |

| Arbitro: | Tomasi (Conegliano) |

|          |           |               |
| Elia 15’ | Marcatori | 51’ E. Brivio |

| Pavia 17 marzo 1996 26ª giornata | Pavia                | 0 – 0 | Alzano Virescit | Stadio Pietro Fortunati\| Arbitro: \| Calcagno (Nichelino) \| |
| Arbitro:                         | Calcagno (Nichelino) |       |                 |                                                               |

| Varese 24 marzo 1996 27ª giornata | Varese             | 0 – 0 | Pavia | Stadio Franco Ossola\| Arbitro: \| Nicotera (Aprilia) \| |
| Arbitro:                          | Nicotera (Aprilia) |       |       |                                                          |

| Arbitro: | Gabriele (Frosinone) |

|  |           |                     |
|  | Marcatori | 9’ Coti 90’ Guatteo |

| Arbitro: | Papini (Perugia) |

|                  |           |                         |
| Geroini 22’, 55’ | Marcatori | 12’ Campistri 53’ Folli |

| Arbitro: | Preschern (Mestre) |

|              |           |           |
| Paratici 34’ | Marcatori | 89’ Greco |

| Arbitro: | Paparesta (Bari) |

|              |           |                      |
| Bellotto 52’ | Marcatori | 24’ (aut.) Pelliccia |

| Pavia 5 maggio 1996 32ª giornata | Pavia                | 0 – 0 | Cremapergo | Stadio Pietro Fortunati\| Arbitro: \| S. Ayroldi (Salerno) \| |
| Arbitro:                         | S. Ayroldi (Salerno) |       |            |                                                               |

| Ospitaletto 12 maggio 1996 33ª giornata | Ospitaletto           | 0 – 0 | Pavia | Stadio Comunale\| Arbitro: \| Linfatici (Viareggio) \| |
| Arbitro:                                | Linfatici (Viareggio) |       |       |                                                        |

| Arbitro: | Alvino (Salerno) |

|           |           |                              |
| Butti 50’ | Marcatori | 23’ (rig.) Zola 85’ M. Sella |

### Playout
| Arbitro: | Urbano (Carbonia) |

|              |           |           |
| Saresini 83’ | Marcatori | 87’ Froio |

| Arbitro: | Sciamanna (Ascoli Piceno) |

|  |           |               |
|  | Marcatori | 65’ Ferracuti |

## Coppa Italia
| Arbitro: | Linfatici (Viareggio) |

|                         |           |  |
| Coti 58’ Borgobello 63’ | Marcatori |  |

| Arbitro: | Bianco (Mestre) |

|              |           |                                                     |
| Barbieri 50’ | Marcatori | 40’ Coti 48’ Schiavon 59’ Borgobello 66’ S. Inzaghi |